# Неофеминизм
Неофемини́зм — точка зрения, согласно которой расширение прав и возможностей женщин достижимо через признание атрибутов, которые традиционно считаются женственными. Неофеминистское движение превозносит женскую сущность, а не претендует на равенство с мужчинами. Этот термин вошёл в употребление в начале XXI века для обозначения тенденции в популярной культуре, которую критики считают своего рода «помадным феминизмом». Он ограничивает женщин стереотипными ролями, в то же время подрывая культурные свободы, которые женщины получили благодаря феминизму второй волны 1960—1970-х гг.

## Происхождение
Этот термин использовался с возникновения феминизма второй волны в широком смысле для обозначения любого недавнего проявления феминистского активизма, главным образом для того, чтобы отличить его от феминизма первой волны суфражисток. Он был использован в названии бестселлера 1982 года Жака Ж. Зефира о французской феминистке Симоне де Бовуар, Le Neo-Feminisme de Simone de Beauvoir. Зефир использовала этот термин, чтобы отличить взгляды де Бовуар от взглядов писателей, описываемых как «неофеминистки», таких как теоретик литературы Люс Иригарей, которая указала в своём собственном письме, что женщины обладают эссенциалистской женственностью, которая среди прочего может выражаться в écriture féminine (с фр. — «женское письмо»).
Селин Т. Леон писала: «Прославление трансцендентности экзистенциалистом [де Бовуар] можно отождествить только с типом феминизма, который Люс Иригарай осуждает в Ce sexe qui n’en est pas un: „Женщина, просто равная мужчине, будет как они и, следовательно, не женщиной“».
Взгляды де Бовуар были прямо противоположными: несмотря на попытки неофеминисток избавиться от фаллогоцентризма и создать новый (женский) стиль письма, она осуждает как противоречие феминизму заключение женщин в гетто обособленной сингулярности: «Я считаю почти антифеминизмом сказать, что существует женская природа, которая выражается иначе, что женщина говорит своим телом больше, чем мужчина».
Более поздние писатели и комментаторы популярной культуры, похоже, продолжили использование этого термина для описания эссенциалистского феминизма. Социологи использовали его для описания нового движения в популярной культуре, которое «прославляет женское тело и политические достижения женщин»: женщины осознают и должны осознавать свою автономию через свою женственность в той форме, которую пропагандирует журнал Elle. Неофеминизм отстаивает свободный выбор женщин контролировать свой внешний вид, образ жизни и сексуальность. Эта потребительская ориентация сохраняет достижения юридического равенства в политическом пространстве, но побуждает женщин культивировать свою женственность в личной жизни, карьере, одежде и сексуальности.

## Другое использование
Этот термин также часто сравнивают с новым феминизмом, описанным Папой Иоанном Павлом II. Исследовательница феминистского кино Хилари Рэднер использовала термин неофеминизм, чтобы охарактеризовать итерацию феминизма, пропагандируемую потоком романтических комедий Голливуда. Начиная с «Красотки» (Гэри Маршалл, 1990), часто описываемой как постфеминистский фильм. Раднер утверждает, что истоки неофеминизма можно проследить до таких фигур, как Хелен Герли Браун, писавшая в 1960-х годах. Таким образом термин постфеминизм (предполагающий, что эти идеи возникли после феминизма второй волны) потенциально вводит в заблуждение.